# The Arrows (Britse band)
The Arrows was een Brits/Amerikaanse rockband uit Londen.

## Bezetting
- Alan Merrill (zang, basgitaar)
- Jake Hooker (gitaar) - (1953 – 2014)
- Paul Varley[2] (drums) - (1952 – 2008)
- Terry Taylor[3] (vanaf 1976)

## Geschiedenis
The Arrows hadden twee 14-daagse tv-shows in het Verenigd Koninkrijk, genaamd Arrows in 1976 en 1977, die werden uitgezonden door Granada Television en geproduceerd door Muriel Young. Ze waren de enige band die twee-wekelijkse tv-series hadden en geen platen hadden uitgebracht tijdens het draaien van beide series, het resultaat van een conflict tussen de bandmanager Ian Wright van het bureau M.A.M. en de mentor/producent Mickie Most. Elke serie bestond uit 14 afleveringen van 30 minuten. Er werden in totaal 28 shows uitgezonden. Hun laatste single Once Upon a Time werd een maand voor de eerste show en hun eerste series in 1976 uitgebracht. Joan Jett was op de hoogte van I Love Rock 'n' Roll, terwijl ze op tournee was met haar band The Runaways in het Verenigd Koninkrijk in 1976 en zag de band de song vertolken tijdens hun wekelijkse show.
Het enige tv-optreden in de Verenigde Staten was bij Don Kirshners Rock Concert in februari 1975. Ze speelden hun Britse hits Touch Too Much en Toughen Up.
De eerste manager van de band was Peter Meaden, die ook manager was van The Who begin jaren 1960. De bandnaam was afkomstig van het logo van The Who met de naar boven wijzende pijl.
Bill Harry, een van Liverpools meest bekende The Beatles-biografen en uitgever van de Britse invasie-bijbel Mersey Beat uit de jaren 1960, schreef zijn eerste gepubliceerde boek Arrows: The Official Story over The Arrows, gepubliceerd door 'Everest Books' in 1976.
Terry Taylor, die zich in de herfst van 1976 bij de band aansloot voor de wekelijkse tv-serie, speelt tegenwoordig met Bill Wyman's Rhythm Kings.
De tweede single Toughen Up plaatste zich in 1974 in de Britse hitlijst (#51). In hetzelfde jaar wonnen The Arrows de Golden Lion Award (België) in de categorie 'Beste Band' en traden ze op tijdens de ceremonie op de Belgische televisie.
De hoogst geplaatste hit van The Arrows was Touch Too Much in 1974 in de Zuid-Afrikaanse hitlijst (#2) en bleef daar 15 weken in de top 20.
De Arrows-song Moving Next Door to You werd gebruikt in de BBC 1-tv-show Homes Under The Hammer (serie 18, aflevering 70). De song was de B-kant van My Last Night With You, geproduceerd door Mickie Most in 1975. Daarna gebruikte de BBC de song We Can Make It Together (serie 19, aflevering 53). De song was de B-kant van Touch Too Much. Het album First Hit werd heruitgebracht in Japan in maart 2015 met bonusnummers bij Warner Brothers Japan.

## Discografie

### Singles
RAK Records
- 1974:	Touch Too Much / We Can Make It Together
- 1974:	Toughen Up / Diesel Locomotive Dancer
- 1975:	My Last Night with You / Movin' Next Door To You
- 1975:	Broken Down Heart / I Love Rock 'n' Roll
- 1975:	I Love Rock 'n' Roll / Broken Down Heart
- 1975:	Hard Hearted / My World Is Turning On Love
- 1976:	Once Upon A Time / Boogiest Band In Town

### Albums
- 1976: First Hit (lp)
- 1998: First Hit (cd, heruitgebracht met bonus tracks)
- 2001: Singles Collection Plus
- 2002: Tawny Tracks
- 2004: A's B's and Rarities
- 2015: First Hit (Japanse heruitgave met bonus tracks)

## Songlijst
Hieronder een gesorteerde tabel van alle songs door The Arrows:
| Song                                  | Songwriter(s)                           | Album                 | Producent                | Jaar    | Anders                                 |
| ------------------------------------- | --------------------------------------- | --------------------- | ------------------------ | ------- | -------------------------------------- |
| A Love Like Ours                      | Alan Merrill/Terry Taylor               | Minder nummer         | onbekend                 | 2002    |                                        |
| Always Another Train                  | Alan Merrill/Jake Hooker/Terry Taylor   | Minder nummer         | Bill Wyman               | 1977    | niet uitgebracht                       |
| At The Candy Shop                     | Alan Merrill/Bill Wyman                 | Minder nummer         | onbekend                 | 2002    |                                        |
| Baby Doll                             | Alan Merrill/Bill Wyman                 | Minder nummer         | onbekend                 | 2002    |                                        |
| Bam Bam Battering Ram                 | Alan Merrill/Jake Hooker                | A's, B's, and Rarites | Mickie Most              | 1974    | uitgebracht in 2004                    |
| Basing Street Leslie                  | Alan Merrill/Paul Varley/Tetsu Yamauchi | Minder nummer         | Bill Wyman               | 1977    |                                        |
| Boogiest Band In Town                 | Bill Martin-Phil Coulter                | Eerste hit (LP)       | Phil Coulter             | 1976    | B-kant van Once Upon A Time            |
| Bring Back The Fire                   | Alan Merrill/Jake Hooker/Terry Taylor   | A's B's & Rarities    | onbekend                 | 1976    |                                        |
| Broken Down Heart                     | Roger Ferris                            |                       | Mickie Most              | 1975    | B-kant van I Love Rock 'n' Roll        |
| Cheating Woman                        | Alan Merrill/A.B. David                 | Minder nummer         | onbekend                 | 2002    |                                        |
| Come On, Come On, Baby                | Alan Merrill                            | Minder nummer         | onbekend                 | 2002    |                                        |
| Dare You Not To Dance                 | Alan Merrill/Jake Hooker/Terry Taylor   | Minder nummer         | Bill Wyman               | 1977    |                                        |
| Diesel Locomotive Dancer              | Alan Merrill/Jake Hooker                | Eerste hit (CD)       | Mickie Most              | 1974    | B-kant van Toughen Up                  |
| Don't Worry 'Bout Love                | Alan Merrill/Jake Hooker                | Eerste hit (LP)       | Phil Coulter             | 1976    |                                        |
| Dreamin'                              | Johnny Burnette                         | A's, B's, and Rarites | Mickie Most              | 1974    | uitgebracht in 2004                    |
| Faith In You                          | Alan Merrill/Jake Hooker/Terry Taylor   | A's B's & Rarities    | onbekend                 | 1976-77 | uitgebracht in 2004                    |
| Feel So Good                          | Alan Merrill                            | Eerste hit            | Phil Coulter             | 1976    |                                        |
| Feelin' this Way                      | Alan Merrill/Jake Hooker//Paul Varley   | Eerste hit            | Phil Coulter             | 1976    |                                        |
| First hit                             | Alan Merrill/Jake Hooker                | Eerste hit            | Phil Coulter             | 1976    |                                        |
| French Cheating Woman                 | Alan Merrill/A.B. David                 | Minder nummer         | onbekend                 | 2002    |                                        |
| Goodbyes Don't Bother Me              | Alan Merrill/Jake Hooker/Terry Taylor   | Minder nummer         | Bill Wyman               | 1977    | niet uitgebracht                       |
| Gotta Be Near You                     | Bill Martin-Phil Coulter                | Eerste hit            | Phil Coulter             | 1976    |                                        |
| Hard Hearted                          | Roger Ferris                            |                       | Mickie Most              | 1975    | A-kant van My World Is Turning On Love |
| Horny Lips                            | Alan Merrill                            | Minder nummer         | onbekend                 | 2002    |                                        |
| I Love Rock 'n' Roll                  | Alan Merrill/Jake Hooker                |                       | Mickie Most              | 1975    | A-kant van Broken Down Heart           |
| International Gypsy Lovers            | Alan Merrill                            | Minder nummer         | onbekend                 | 2002    |                                        |
| Let Me Love You                       | Bill Martin-Phil Coulter                | Eerste hit            | Phil Coulter             | 1976    |                                        |
| Love Child                            | Humecke/Kelly/Laurenson/MacLearie       | Eerste hit (LP)       | Phil Coulter             | 1976    |                                        |
| Love Is Easy                          | Alan Merrill/Jake Hooker                | Eerste hit (LP)       | Phil Coulter             | 1976    |                                        |
| Love Rider                            | Alan Merrill/Jake Hooker/Terry Taylor   | A's B's & Rarities    | onbekend                 | 1976    |                                        |
| Motor Running                         | Alan Merrill                            | Minder nummer         | onbekend                 | 2002    |                                        |
| Movin' Next Door To You               | Alan Merrill/Jake Hooker                |                       | Mickie Most              | 1975    | B-kant van My Last Night with You      |
| Movin' Next Door To You (New Version) | Alan Merrill/Jake Hooker                | A's B's & Rarities    | Mickie Most              | 2004    |                                        |
| My Last Night with You                | Roger Ferris                            |                       | Mickie Most              | 1975    | A-kant van Movin' Next Door To You     |
| My World Is Turning On Love           | Alan Merrill/Jake Hooker                | Eerste hit (CD)       | Mickie Most              | 1975    | B-kant van Hard Hearted                |
| Once Upon A Time                      | Bill Martin-Phil Coulter                | Eerste hit (LP)       | Phil Coulter             | 1976    | A-kant van Boogiest Band In Town       |
| Rock N' Roll Hotel                    | Alan Merrill                            | Minder nummer         | onbekend                 | 2002    |                                        |
| Silver Stallion                       | Alan Merrill                            | Walk Away Renee       | onbekend                 | 1976    |                                        |
| Somebody To Love                      | Alan Merrill                            | Minder nummer         | onbekend                 | 1977    |                                        |
| Thanks                                | Bill Martin-Phil Coulter                | Eerste hit (LP)       | Phil Coulter             | 1976    |                                        |
| The Stranger                          | Alan Merrill                            | Walk Away Renee       | onbekend                 | 1976    |                                        |
| Touch Too Much                        | Nicky Chinn/Mike Chapman                |                       | Mickie Most              | 1974    | A-kant van We Can Make It Together     |
| Toughen Up                            | Nicky Chinn/Mike Chapman                | Eerste hit (CD)       | Mickie Most              | 1974    | A-kant van Diesel Locomotive Dancer    |
| Wake Up                               | Alan Merrill/Jake Hooker                | A's, B's, and Rarites | Mickie Most              | 1974    | uitgebracht in 2004                    |
| Walk Away Renee                       | Michael Brown/Bob Calilli/Tony Sansone  | ?                     | Nicky Chinn/Mike Chapman | 1974    |                                        |
| We Can Make It Together               | Alan Merrill/Jake Hooker                | Eerste hit (CD)       | Mickie Most              | 1974    | B-kant van Touch Too Much              |
| What's Come Between Us                | Alan Merrill/Jake Hooker                | Eerste hit (LP)       | Phil Coulter             | 1976    |                                        |
| Who Done It?                          | Alan Merrill                            | Minder nummer         | onbekend                 | 2002    |                                        |